# دارسي بولتن
دارسي بولتن هو مؤرخ وأستاذ جامعي كندي، ولد في 19 أبريل 1946 في تورونتو في كندا.